# Gauss-féle első alapmennyiség
A differenciálgeometriában a Gauss-féle első alapmennyiség egy háromdimenziós euklideszi térben adott felület érintő terében vett skaláris szorzat, ami szokványosan az R3 skaláris szorzatából van indukálva. Lehetővé teszi a görbület és a felület metrikus tulajdonságainak (mint például hossz és terület) kiszámítását a körülvevő környezettel (magasabb dimenziószámú tér) konzisztens módon. A Gauss-féle első alapmennyiség jelölésére a római egyes szám ({\displaystyle \mathrm {I} }) szolgál.
{\displaystyle \mathrm {I} (x,y)=\langle x,y\rangle .}
Legyen X(u, v) egy paraméteres felület.  Ekkor a két érintővektor skaláris szorzata:
{\displaystyle {\begin{aligned}&{}\quad \mathrm {I} (aX_{u}+bX_{v},cX_{u}+dX_{v})\\&=ac\langle X_{u},X_{u}\rangle +(ad+bc)\langle X_{u},X_{v}\rangle +bd\langle X_{v},X_{v}\rangle \\&=Eac+F(ad+bc)+Gbd,\end{aligned}}}
ahol E, F és G a Gauss-féle első alapmennyiség együtthatói.
A Gauss-féle első alapmennyiségek kifejezhetőek egy szimmetrikus mátrixszal is, melyet Gauss-féle első alapmátrixnak neveznek:
{\displaystyle \mathrm {I} (x,y)=x^{\text{T}}{\begin{pmatrix}E&F\\F&G\end{pmatrix}}y}